# Псковска митрополија
Псковска митрополија (рус. Псковская митрополия) митрополија је Руске православне цркве.
Образована је одлуком Светог синода од 25. децембра 2014, а налази се у оквиру граница Псковске области. У њеном саставу се налазе двије епархије: Псковска и Великолушка.